# Mike Matarazzo
Michael Richard “Mike” Matarazzo (ur. 8 listopada 1966, zm. 16 sierpnia 2014) – kulturysta federacji IFBB (International Federation of BodyBuilders).
Pierwotnie zamieszkiwał Boston w stanie Massachusetts, następnie przeniósł się do Venice w Kalifornii. Tam też zapoczątkował karierę profesjonalnego kulturysty. W 1989 roku w Massachusetts niegdysiejszy bokser Matarazzo został zwycięzcą zawodów Gold’s Gym Classics, by już w dwa lata później ubiegać się o tytuł Mr. Olympia. Ostatecznie w zawodach Mr. Olympia brał udział siedmiokrotnie; najlepszą lokatę osiągnął w roku 1998 – zajął dziewiątą pozycję. Znakiem rozpoznawczym Mike'a były jego masywne ramiona, stąd też przylgnął do niego pseudonim „Big Guns” (z ang. big – duży, guns w gwarze środowiskowej oznacza ramiona). Z profesjonalną kulturystyką zerwał w roku 2001, kiedy po raz ostatni wziął udział w walce o tytuł Mr. Olympia i zajął miejsce dwudzieste pierwsze.
W 2004 roku u Matarazzo zdiagnozowano poważne problemy z sercem, które jego zdaniem spowodowane są wieloletnim stosowaniem sterydów anabolicznych oraz innych środków wspomagających. 8 listopada 2007 roku doznał zawału serca.
Zmarł 17 sierpnia 2014 z powodu zatrzymania akcji serca w wieku 48 lat.

## Wymiary
- Wzrost: 178 cm
- Masa ciała w sezonie: ~114 kg
- Masa ciała poza sezonem: 125 kg

## Osiągnięcia
- 1991:
  - NPC USA Championships, waga ciężka – całkowity zwycięzca
  - Mr. Olympia – poza czołówką
- 1992:
  - Arnold Classic – XV m-ce
  - Ironman Pro Invitational – V m-ce
- 1993:
  - Arnold Classic – VI m-ce
  - Night of Champions – VIII m-ce
  - Mr. Olympia – XVIII m-ce
  - Pittsburgh Pro Invitational – II m-ce
- 1994:
  - Arnold Classic – IX m-ce
  - San Jose Pro Invitational – VIII m-ce
- 1995:
  - Florida Pro Invitational – VII m-ce
  - South Beach Pro Invitational – VII m-ce
- 1996:
  - Grand Prix Czech – IX m-ce
  - Grand Prix Rosji – IX m-ce
  - Grand Prix Szwajcarii – IX m-ce
  - Night of Champions – V m-ce
  - Mr. Olympia – XIII m-ce
- 1997:
  - Canada Pro Cup – II m-ce
  - Grand Prix Niemczech – XI m-ce
  - Grand Prix Węgrzech – X m-ce
  - Grand Prix Hiszpanii – X m-ce
  - Night of Champions – IV m-ce
  - Mr. Olympia – XIII m-ce
  - Toronto Pro Invitational – II m-ce
- 1998:
  - Night of Champions – III m-ce
  - Mr. Olympia – IX m-ce
  - San Francisco Pro Invitational – VII m-ce
  - Toronto Pro Invitational – III m-ce
- 1999:
  - Mr. Olympia – XI m-ce
- 2000:
  - Night of Champions – poza czołówką
  - Toronto Pro Invitational – VI m-ce
- 2001:
  - Night of Champions – V m-ce
  - Mr. Olympia – XXI m-ce